# Rejoyoso
Rejoyoso is een bestuurslaag in het regentschap Malang van de provincie Oost-Java, Indonesië. Rejoyoso telt 7455 inwoners (volkstelling 2010).